# جرمیا رابینسون ارل
جرمیا رابینسون ارل (انگلیسی: Jeremiah Robinson-Earl؛ زادهٔ ۳ نوامبر ۲۰۰۰) بازیکن بسکتبال اهل ایالات متحده آمریکا است.
وی در مسابقات کشوری و بین‌المللی در مجموع برندهٔ ۲ مدال طلا شده‌است.